# Rhopalomyzus poae
Rhopalomyzus poae är en insektsart som först beskrevs av David D. Gillette 1908.  Rhopalomyzus poae ingår i släktet Rhopalomyzus och familjen långrörsbladlöss. Arten är reproducerande i Sverige. Inga underarter finns listade i Catalogue of Life.